# 1ペキンロード
1ペキンロード（ワン―、英語：1 Peking Road、中国語（繁体字）：北京道1號）とは、香港の九龍 (Kowloon)、油尖旺区の尖沙咀に位置する超高層ビルである。

## 概要
以前このビルの場所には九龍街市があったが、再開発のため北京道（Peking Road）に接して高さ160.0m、地上30階建ての超高層ビルが建てられた。建物は帆船をイメージしたデザインで、2000年に建設が始まり2004年に完成した。
最上部にソーラーパネルを設置し、香港の商業及び業務施設としては初めて太陽光発電のできる建物となっている。また2003年の香港建築師学会（HKIA：Hong Kong Institute of Architects）建築大賞を受賞した。
付近はスターフェリーが発着する尖沙咀フェリーターミナル（尖沙咀天星碼頭）やバスターミナル、香港文化中心に近く、高級服飾店などが軒を連ねる広東道（Canton Road）やショッピングモールの海港城（Harbour City）に接する。

## 周辺施設
- 港鉄荃湾線、尖沙咀駅
- 尖沙咀フェリーターミナル（尖沙咀天星碼頭）
- 香港文化中心
- 香港芸術館
- 香港太空館

## 交通
- 香港MTR荃湾線、尖沙咀駅
- その他バス（巴士）、ミニバス（小巴）など利用